# Sjostedtiella nimbipennis
Sjostedtiella nimbipennis är en stekelart som beskrevs av André Seyrig 1932. Sjostedtiella nimbipennis ingår i släktet Sjostedtiella och familjen brokparasitsteklar. Inga underarter finns listade i Catalogue of Life.